# Angela Leal
Angela Leal, il cui nome completo è Angela Maria Rodrigues Leal (Rio de Janeiro, 8 dicembre 1947), è un'attrice e direttrice teatrale brasiliana.

## Biografia
Laureata in Diritto all'Università federale di Rio, Angela Leal ha esercitato per un breve periodo la professione legale. Ha preso parte a numerose manifestazioni di protesta durante il periodo del regime militare. 
Un incontro casuale con Sergio Britto, affermato attore televisivo, l'ha indotta a dare una svolta alla propria vita. Ha così seguìto un corso di teatro, al termine del quale è stata scelta per sostenere una parte nella telenovela Irmaos Coragem (1970).
Angela Leal ha lavorato poi in molte altre telenovelas, ricoprendovi quasi sempre ruoli importanti: la si ricorda soprattutto in La schiava Isaura, Agua Viva, Pantanal, tutte trasmesse in Italia. Ha interpretato anche alcuni film.
Attiva altresì sulle scene, dirige, come già suo padre prima di lei, il Teatro Rival Petrobras .

## Vita privata
Vedova da molti anni, ha una figlia, Leandra Leal, attrice come lei.

## Filmografia

### Cinema
- O Casal, regia di Daniel Filho (1975)
- Fogo morto, regia di Marcos Farias (1976)
- Muito Prazer, regia di David Neves (1979)
- Bububu no Bobobó, regia di Marcos Farias (1980)
- Perdoa-me Por Me Traíres, regia di Braz Chediak (1980)
- Zuzu Angel, regia di Sergio Rezende (2006)
- Querô, regia di Carlos Cortez (2007)
- A Febre do Rato, regia di Cláudio Assis (2011)
- Bonitinha, Mas Ordinária, regia di Moacyr Góes (2013)
- Mato Sem Cachorro, regia di Pedro Amorim (2013)
- Love Film Festival, regia collettiva (2014)

### Televisione
- O Homem Que Deve Morrer – serie TV (1971)
- Irmãos Coragem – serie TV, 327 episodi (1970-1971)
- Selva de Pedra – serie TV, 243 episodi (1972)
- O Semideus – serie TV (1973)
- O Preço de Cada Um, regia di Walter Avancini – film TV (1973)
- Mulher, regia di Daniel Filho – film TV (1974)
- O Crime de Zé Bigorna, regia di Gonzaga Blota, Lima Duarte e Walter Lima Jr. – film TV (1974)
- Gabriela – serial TV, 2 episodi (1975)
- La schiava Isaura (Escrava Isaura, 1976)
- Vejo a Lua no Céu (1976)
- Magia (O Astro, 1977)
- Dona Xepa (1977)
- Agua Viva (Água Viva) (1980)
- O Bem-Amado (1980)
- Amore dannato (Quem Ama Não Mata, 1982)
- Sétimo Sentido (1982)
- Roque Santeiro (1985)
- La bottega dei miracoli (Tenda dos Milagres, 1985)
- Novo Amor (1986)
- A Rainha da Vida (1987)
- Mandala (1987)
- A História de Ana Raio e Zé Trovão (1990)
- Pantanal (1990)
- Guerra sem Fim (1993)
- O Marajá (1993)
- Vita di oggi (Confissões de Adolescente, 1994)
- Tocaia grande (1995)
- Xica da Silva (1996)
- Mandacaru (1997)
- La scelta di Francisca (Chiquinha Gonzaga, 1999)
- Vidas Cruzadas (2000)
- Pagine di vita (Páginas da Vida, 2006)
- Amor e Intrigas (2007)
- Sete Pecados (2007)
- Bela, a Feia (2009)
- Rei Davi (2011)
- Balacobaco (2012)
- Dona Xepa (2013)
- Sob Pressão (2017-2019)